# Boljoon
Boljoon (auch Boljo-on) ist eine philippinische Stadtgemeinde in der Provinz Cebu.

## Geografie
Boljoon grenzt an Alcoy im Norden, an Oslob im Süden, an Malabuyoc im Westen. Im Osten liegt die Straße von Cebu und die Insel Bohol.

### Baranggays
Boljoon ist politisch in elf Baranggays unterteilt. Davon liegen sechs, einschließlich Poblacion (dem Hauptort) an der Küste, die anderen liegen im Inland.
- Baclayan
- El Pardo
- Granada
- Lower Becerril
- Poblacion
- San Antonio
- Upper Becerril
- Arbor
- Lunop
- Nangka
- South Granada

## Geschichte
Boljoon ist einer der ältesten Ort in Cebu. Jedoch ist das genaue Gründungsdatum umstritten. Nach dem ortsansässigen Historiker Marin Morales wurde der Ort Bolijoon im Jahre 1600 und die Gemeinde ein Jahr später gegründet. Einem Dokument zufolge, das in den Archives of the Augustinian Province („Archive der Augustinischen Provinz“) erhalten ist, wurde die Gemeinde 1692 offiziell gegründet (während der spanischen Herrschaft wurden die Begriffe „Stadt“ und „Gemeinde“ meist synonym verwendet).

## Kirche von Boljoon
Die Kirche von Boljoon wurde im Rokokostil errichtet. Sie enthält alte und aufwändige Schnitzereien sowie Basreliefs. Das Innere ist schön dekoriert. 28 zwei Meter dicke Säulen aus Mörtel und Kalkstein tragen die ebenfalls zwei Meter dicken Wände.
Die Kirche von Boljoon ist die älteste im Original erhaltene Steinkirche in Cebu. 1999 wurde die Kirche vom National Historical Institute of the Philippines zum „Nationalen historischen Wahrzeichen“ (dt. für National Historical Landmark) erklärt, im folgenden Jahr erklärte das Nationale Museum der Philippinen die Kirche zum „Nationalen Kulturschatz“ (dt. für National Cultural Treasure). Sie steht seit 2006 auf der Vorschlagsliste der Philippinen zur Aufnahme zum Weltkulturerbe der UNESCO, als eine der Barock-Kirchen auf den Philippinen.

## Wirtschaft
Die wirtschaftlichen Aktivitäten konzentrieren sich auf den Hauptort (Poblacion). Fischerei und Landwirtschaft sind die wichtigsten Erwerbszweige.